# Comici cosmetici
Comici cosmetici è il terzo album di Alberto Camerini, prodotto da Shel Shapiro e pubblicato nel 1978.
Nel 1990 l’album fu ristampato in versione vinile, cassetta e per la prima volta anche in CD da parte della Sony Music.

## Il disco
L'album è l'ultimo di Camerini con la Cramps Records, dato che il musicista passerà alla CBS dopo la chiusura della casa discografica.
Il disco è organizzato come un concept album che racconta la storia di un clown chiamato Neurox. Lo stile musicale è vario, con contaminazioni punk (Divo divo, Poliziotto per favore) e folk (Siamo tanti, Rock show).
Particolare successo ha avuto anche il brano Macondo, dedicato all'omonimo locale milanese, dove negli anni '70 era praticato il fumo libero.

## Tracce

### Lato A
1. Rock Show (Io per te) - 3:50
2. Neurox - 4:15
3. Sciocka - 3:50
4. Divo divo - 1:45
5. Comici cosmetici - 6:15

### Lato B
1. Amore che felicità (Anna) - 3:08
2. Macondo - 4:51
3. Poliziotto per favore - 3:02
4. Siamo tanti! - 2:51
5. Ho bisogno di cercarti - 4:50

## Formazione
- Alberto Camerini - voce, chitarra
- Paolo Donnarumma - basso
- Walter Calloni - batteria, percussioni
- Shel Shapiro - pianoforte, tastiera
- Pino Mancini - chitarra
- Aldo Banfi - polimoog
- Giorgio Azzolini - contrabbasso
- Marco Ferradini, Naimy Hackett, Silvio Jimix - cori
- Antonio La Base - voce
- Franco Orlandini, Sergio Almangano, Gian Maria Berlendis, Vincenzo Lo Castro, Raul Boccaggini, Loris Carletti, Alfredo D'Acquino, Benedetto Focarino, Dino Tellini, Amilcare Zaccagnini, Giovanni Bozzio, Gino Govi, Roberto Marchiò, Renato Riccio, Bruno Nidasio, Maurizio Dones, Marina Pomarico, Paolo Salvi, Nazareno Cicoria, Umberto Galli, Franco Rossi - archi

## Produzione[1]
- Shel Shapiro – produzione
- Gianni Sassi – grafica
- Massimo Dolcini - grafica
- Ezio De Rosa – ingegnere del suono
- Rolando Cassinari – scenografo
- Registrato agli studi di registrazione Stone Castle Studios di Carimate (CO).